# 第五輪

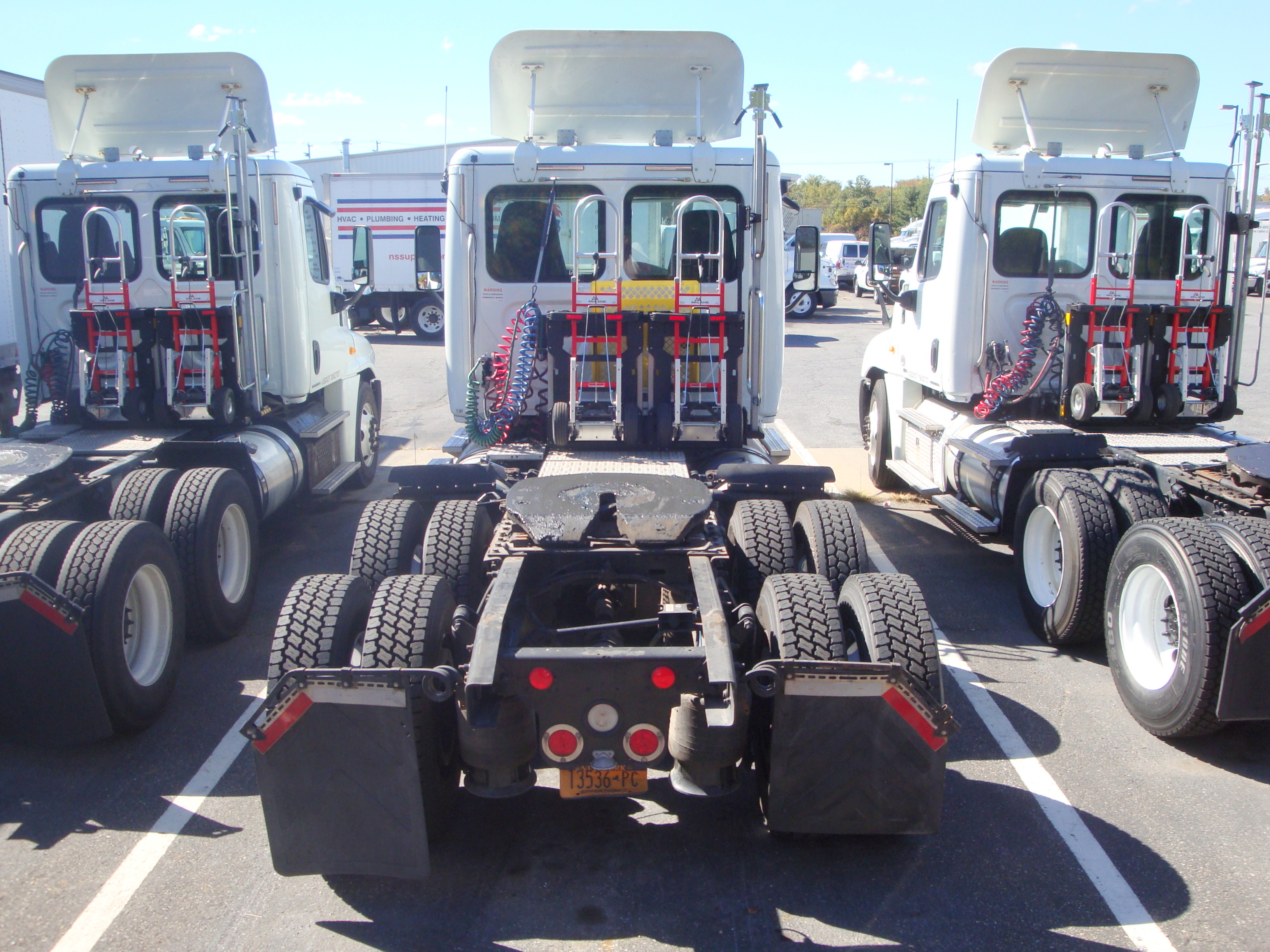
トレーラーヘッド背面

第五輪（だいごりん）は、牽引自動車の連結装置のひとつである。トレーラーヘッドとセミトレーラを連結している。本項は、特段の断りがない限り、日本国内において用いられる同連結装置についての説明である。
第五輪は、馬車時代からの用語である「Fifth wheel coupling（フィフス ホイール カップリング）」を和訳したもので、自動車部品としてはトラクタ（牽引車 または ヘッド）側がカプラ、トレーラ（被牽引車）側がキングピンとなる。キングピンのサイズは、2インチと3.5インチがあるが、3.5インチは一般的ではない。
車両後部に、「第五輪荷重 ○○○○○kg」などの形式で、最大荷重表示（ステッカー）が掲出されており、これは貨物自動車でいう、最大積載量表示に相当する。

## 構成
1. トレーラーヘッド
2. セミトレーラ（脱着式）
3. エンジンルーム
4. キャビン
5. スリーパー（すべてのトラックにあるわけではない）
6. エアダム
7. 燃料タンク
8. 第五輪
9. 密閉貨物室
10. ランディング・ギア （セミトレーラーを切り離すときの脚）

## 連解結について

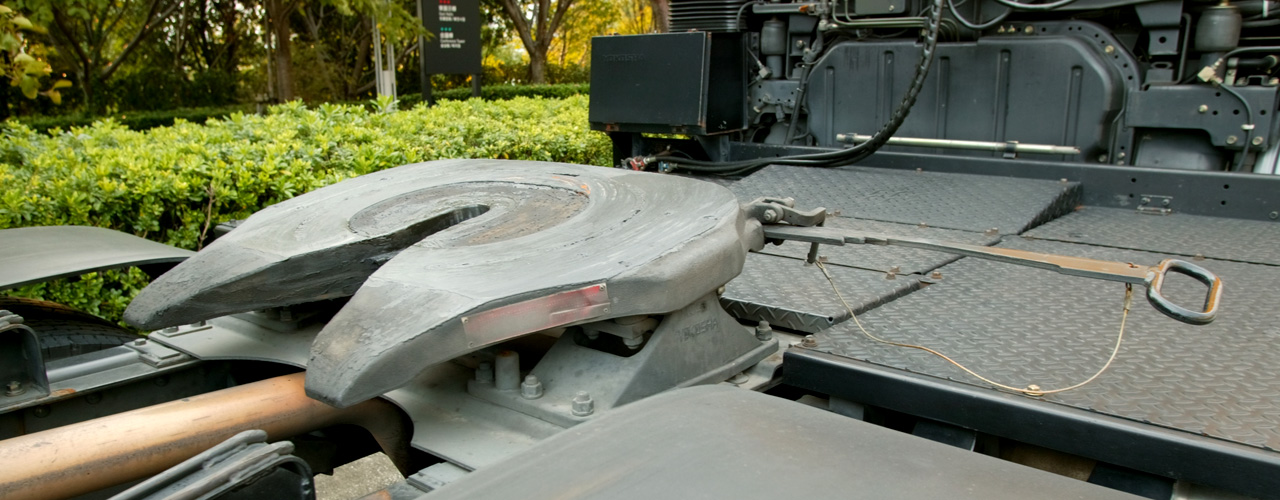
第五輪の例
トラクター側カプラ（J社）

### 連結
連結は、カプラのロックが解除された状態で、トラクタが後退でトレーラ（キングピン）に連結することで行う。
ロックの解除の手順は、上記画像のタイプの場合、右側に見えるレバー状のハンドルに付いているワイヤーを引いて、さらにハンドルを完全に引いてロックが解除されているか確認する。次いで、トレーラとトラクタの中心線がほぼ一致するようにトラクタをバックさせる。その際、中心のズレ角度やズレ寸法は最少になるようにする。ただ、トレーラのキングピンプレートは、トラクタのカプラより多少低くなるように、ランディングジャッキなどで調整するようにするのが望ましい。また、連結を確認した後、ごく低速で発進し、完全に連結していることを確認する。現行の車輌の場合、トレーラ側にブレーキホースを繋いでいない状態や、トレーラ側のブレーキエアが無くなっている場合は、ブレーキが掛かるようになっている。もちろん、ブレーキホースを繋いであって、エアタンクにエアが入っていても、トレーラ側のパーキングブレーキが作動していればやはり発進できない。その状態にて軽く引っ張ってみて、連結状態を確認するのが確実である。ただし、古いトレーラである場合、パーキングブレーキがワイヤ式であったりすると、トレーラのエアが完全に無くなっていると、ブレーキが掛かっていない状態になる場合が有るので注意を要する。連結が確認されたら、ブレーキホースや、灯火類のコネクタ、ABS/EBS（年式によっては付いていない場合も有る）のコネクタを接続する（ABS/EBS のコネクタは、トラクタのエンジンを止めてイグニッションを切って接続すること）。また、機種によっては後方監視カメラや、各種電力ケーブルの接続が必要な場合も有る。

### 解結
解結は、トレーラ前部の脚部（ランディングギアまたはランディングジャッキ）を接地させ、カプラのロックを解除した状態で、トラクタを前進させトレーラ（キングピン）から離れることで行う。
解結の手順は、トレーラの駐車ブレーキをかけ手歯止めなどの安全措置を行う。脚部を完全に接地させ、トレーラ前部（キングピンフレーム）がカプラから浮く手前まで上げる。ブレーキホース、灯火類コネクタ、機種により後方監視カメラ・各種電力ケーブル（ABS/EBS（年式による）のコネクタを外す（ABS/EBS のコネクタは、トラクタのエンジンを切ってから）。
上記画像タイプのカプラーの場合、右側に見えるレバー状のハンドルに付いているワイヤーを引いて、さらにハンドルを完全に引いてロックを解除する（カプラメーカにより解除のやり方は多少異なる）。次いで、トラクタを前進させトレーラから離れれば完了する。脚を出さないままトラクタを切り離すと、トレーラ前部分が落下し、キングピンや脚が地面に衝突し、トレーラ前部を損傷したり、重量バランスを失って横転したりする可能性がある。同様の理由で、操作ミスやいたずらなどで連結が外れている危険性も有り得るため、運行前に完全に連結されていることを確認するのが望ましい。

## 種類・整備
メーカによって、いくつかの種類が存在する。代表例としては以下のとおり。
- キングピンを両側から挟み込むもの。
- キングピンを抱え込む形で押さえ込むもの。

いずれも、キングピンと直接接触する部品は当然磨耗するが、ある程度調整は可能である。しかしながら、構造を知らないで整備される例が有り、事故が発生する場合がある。多くは「調整ねじを締めれば、ガタが減る」といった間違った認識で行われるものであり、実際はバネで締め込む部品が刺さるものを、ネジで押さえているので、「ネジを緩めれば刺さる量が増える」といった、一般的な考えと逆の調整が必要であったりするので注意が必要である（全てがこの構造ではない）。